# Rosa nata ieri
Rosa nata ieri è un singolo del cantautore italiano Eros Ramazzotti, pubblicato l'8 gennaio 2016 come quinto estratto dal tredicesimo album in studio Perfetto.